# American metal
American metal is een muziekstroming. De muziek staat bekend als bombastische muziek met snelle, ritmische gitaarstukken.
Bekende American metal-bands zijn: 
- Pantera
- Lamb of God.
- Megadeth
- Aftershock

## Verwante muziekstijlen
Verwante muziekstijlen van American metal zijn:
- Groovemetal
- Speedmetal
- thrashmetal
- Southern metal
- Classic metal